# Kaine Robertson
Paul Kaine Robertson (Auckland, 29 ottobre 1980) è un ex rugbista a 15 neozelandese naturalizzato italiano, in carriera tre quarti ala di Viadana ed Aironi e internazionale per l'Italia dal 2004 al 2010.

## Biografia
Nato e cresciuto rugbisticamente in Nuova Zelanda, dove iniziò a praticare la disciplina intorno agli 11 anni, Robertson giunse in Italia a 21 anni e, dopo una brevissima parentesi nel Mantova (un solo incontro, risoltosi in un infortunio alla spalla che lo tenne fuori dal campo per tutto il resto della stagione), passò al Viadana, ingaggiato per la squadra Under-21.
Nel 2004 acquisì l'idoneità a rappresentare l'Italia e fu chiamato in Nazionale dal C.T. John Kirwan in occasione dei test match di metà anno contro Romania e Giappone.
Disputò il Sei Nazioni 2005 e tutta la serie dei test di metà anno, poi un infortunio al ginocchio gli impedì di partecipare agli incontri di fine anno e al successivo Sei Nazioni 2006.
Dopo più di un anno di assenza dalla Nazionale rientrò a fine 2006 sotto la nuova gestione Berbizier e prese parte alle qualificazioni per la Coppa del Mondo di rugby 2007 e, successivamente, alla fase finale del torneo in Francia, nel corso del quale collezionò 3 presenze; con il nuovo tecnico Nick Mallett ha preso parte al Sei Nazioni 2008 e alla successiva serie di test di metà anno.
A livello di club, inoltre, si laureò campione d’Italia nel 2001-02, anno in cui fu anche il miglior realizzatore di mete del campionato (12); nel suo palmarès anche due Coppe Italia e una Supercoppa nazionale (2007), e a livello personale, di nuovo, due primati in classifica realizzatori di mete del campionato, nel 2006-07 (a quota 9, in coabitazione) e nel 2008-09 (11).
Con la confluenza del Viadana nella franchigia di Celtic League degli Aironi, Robertson fu schierato in tale nuova formazione dalla stagione sportiva 2010-11.
Dopo la revoca della licenza federale agli Aironi del 2012, rientrò nei ranghi del Viadana in Eccellenza. Con i lombardi, nel 2013 si aggiudicò il Trofeo Eccellenza (ex Coppa Italia).
Dal 2012 al 2014 fece parte della Nazionale italiana a 7, maglia già precedentemente indossata in occasione delle World Rugby Sevens Series.
A settembre 2014 annunciò il ritiro dal rugby giocato attraverso le pagine della Gazzetta di Mantova, per tornare insieme alla famiglia in Nuova Zelanda, suo Paese natale.
In Italia, Robertson viene ricordato in particolar modo per le marcature contro Scozia e Galles nel Sei Nazioni 2007, che contribuirono alle due vittorie azzurre.

## Palmarès
- Campionati italiani: 1
Viadana: 2001-02
- Coppe Italia: 3
Viadana: 2002-03, 2006-07
- Trofei Eccellenza : 1
Viadana: 2012-13
- Supercoppe d'Italia: 1
Viadana: 2007